# 因河地区圣马丁
因河地区圣马丁是奥地利上奥地利州因克赖斯地区里德县的一个市镇。总面积9平方公里，总人口1721人，人口密度191.2人/平方公里（2005年）。